# 卢卡·罗科·马尼奥塔
卢卡·罗科·马尼奥塔（Luka Rocco Magnotta，1982年7月24日—），本名艾歷·克林頓·卻克·紐曼（英語：Eric Clinton Kirk Newman），曾用Vladimir Romanov或Mattia Del Santo等藝名，生于加拿大安大略省士嘉堡，是加拿大的男模特、色情演员和殺人犯。
2012年5月30日，蒙特利尔警方发出全加拿大通缉令，而后5月31日国际刑警组织发布“红色通缉令”全球追捕他。这名色情片明星涉嫌杀人并邮寄尸体残肢。受害人为33岁的中国男子林俊（英文名：Justin Lin）。多伦多星报称林俊来自中国武汉，2011年7月才到加拿大。据中国驻蒙特利尔总领事馆网上消息，林俊与家人和亲友在5月24日失去联系。林俊是加拿大协和大学的学生，生前曾在一家便利店做收银员。尸体残肢在蒙特利尔和渥太华的三个地方被发现。
6月1日，蒙特利尔警方证实，马尼奥塔因为一级谋杀罪被通缉。他用电子邮件发送淫秽物品，对总理和议会的几个不明身份的成员构成威胁。他在5月26日乘飞机飞往法国巴黎；后逃往德国，6月4日在柏林新克尔恩的一家網路咖啡廳被德国警方逮捕，并于两周后被引渡加拿大。
2014年12月15日，经过12周的审判，魁省高等法院陪审团裁定马尼奥塔一级谋杀罪罪名成立，法官判处马尼奥塔无期徒刑，不可在25年内获得假释，其他罪名刑期19年，全部刑期同时进行。马尼奥塔随后提出上诉，但是于2015年2月18日被驳回。

## 早年
盧卡生於安大略省士嘉堡，早年父母離異由母親及後父撫養，但常遭後父家暴，後來轉至交其居於安大略省林賽鎮的祖父母撫養，但仍繼續遭祖母家暴。盧卡中學就讀於就读于I. E. Weldon Secondary School。據其父親及醫生所指，盧卡自2001年起被診斷為人格障礙並持續接受藥物治療，及後自2003年起被診斷患有精神分裂和雙向情感障礙等精神疾病。
2003年，盧卡开始出现在异性恋和同性恋的色情影片中，偶尔作为脱衣舞舞者和男妓。他为双性恋者。2005年他也曾经当过杂志模特，化名“Jimmy”，并给老年男士提供同性陪游服务。
2005年，盧卡因三项欺诈罪名被定罪，获得有条件判刑九个月，缓刑12个月。

据蒙特利尔宪报报道，盧卡从2010年开始发布了一系列的虐猫影片到YouTube上，其中包括用吸尘器致小猫窒息死亡，以及把小猫喂给非洲岩蟒吃。一些動保人士在鎖定盧卡之身份後，曾嘗試懸紅促使其被逮捕。英国《太阳报》曾於2011年12月就此案電郵采访马尼奥塔，盧卡回覆说：「一个人一旦品尝到血的滋味，便不可能停止杀戮。」他又扬言：「如果再杀戮，要杀的就不再是小动物了。」记者於完成採訪後立即报警，但英国警方置之不理。
盧卡前女友称其极度性冷淡、敏感和自恋。他说自己向老年男士出卖肉体赚钱，所以性爱已对他已经没有任何吸引力。他还十分迷恋加拿大女连环杀手荷姆嘉，经常向女友滔滔不绝地谈论她。她说很庆幸自己和他分手了，否则被分尸的可能就是自己。

## 其他案件
加拿大加蒂诺警方曾调查马尼奥塔和2011年的Valerie Leblanc谋杀案是否有关。6月8日，洛杉矶警方宣布正与蒙特利尔警方接触，以調查案發時身處美國西岸的马尼奥塔是否與同年1月的好莱坞哈維·麥德林肢解懸案相關，其後警方稱調查結果顯示盧卡應與該案無關。

## 作品
- 2003年: Street Bait 996 : Luka
- 2003年: His First Huge Cock : Jimmy
- 2003年: His First Huge Cock 104 : Luka
- 2004年: Son of Posedon
- 2005年: BadPuppy.com : Luka
- 2006年: Adorable
- 2009年: Monster Cock Jocks 25
- 2010年: Daddy Mugs fucks Justin

### 关于马尼奥塔
- （英文）卢卡·罗科·马尼奥塔在網際網路成人電影資料庫
- （英文）马尼奥塔个人网站